# Кошубинцы (посёлок, Гродненский район)
Кошубинцы (бел. Кашу́бінцы) — посёлок в Гродненском районе Гродненской области Республики Беларусь. В составе Скидельского сельсовета.

## География
В 32 километрах от города Гродно и 5 километрах на север от Скиделя. Рядом расположена деревня Кошубинцы.
Рядом автомобильная дорога Н6053.

### Гидрография
Недалеко расположена река Котра.

## Население

### Численность
- 2009 год — 6 жителей

### Динамика
- 1999 год — 10 жителей (перепись населения)
- 2009 год — 6 жителей (перепись населения)